# Congresso arabo del 1913

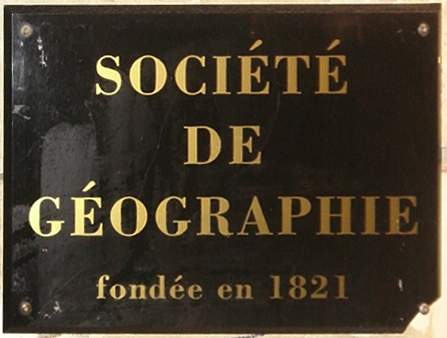
Société de Géographie

Il Congresso arabo del 1913 (noto anche come "Congresso Nazionale Arabo," "Prima Conferenza Palestinese", "Primo Congresso Arabo," o "Congresso Arabo-Siriano") si svolse in una sala della Società Geografica francese (Société de Géographie) al 184 Boulevard Saint-Germain dal 18 al 23 giugno a Parigi, per discutere delle riforme che garantissero agli Arabi maggior autonomia nell'ambito dell'Impero ottomano. 
Esso porterà anni dopo, sia pur indirettamente, a grandi cambiamenti del quadro geo-politico dell'intero Vicino Oriente che influenzarono l'intera politica mondiale con la nascita di entità istituzionali arabe che, seppure costrette a subire i Mandati, affidati non a caso alle potenze vincitrici della prima guerra mondiale, dopo i segreti Accordi Sykes-Picot (rivelati solo grazie all'Unione Sovietica da pochissimo costituitasi furono seguiti decenni più tardi dalla nascita di moderni Stati arabi.

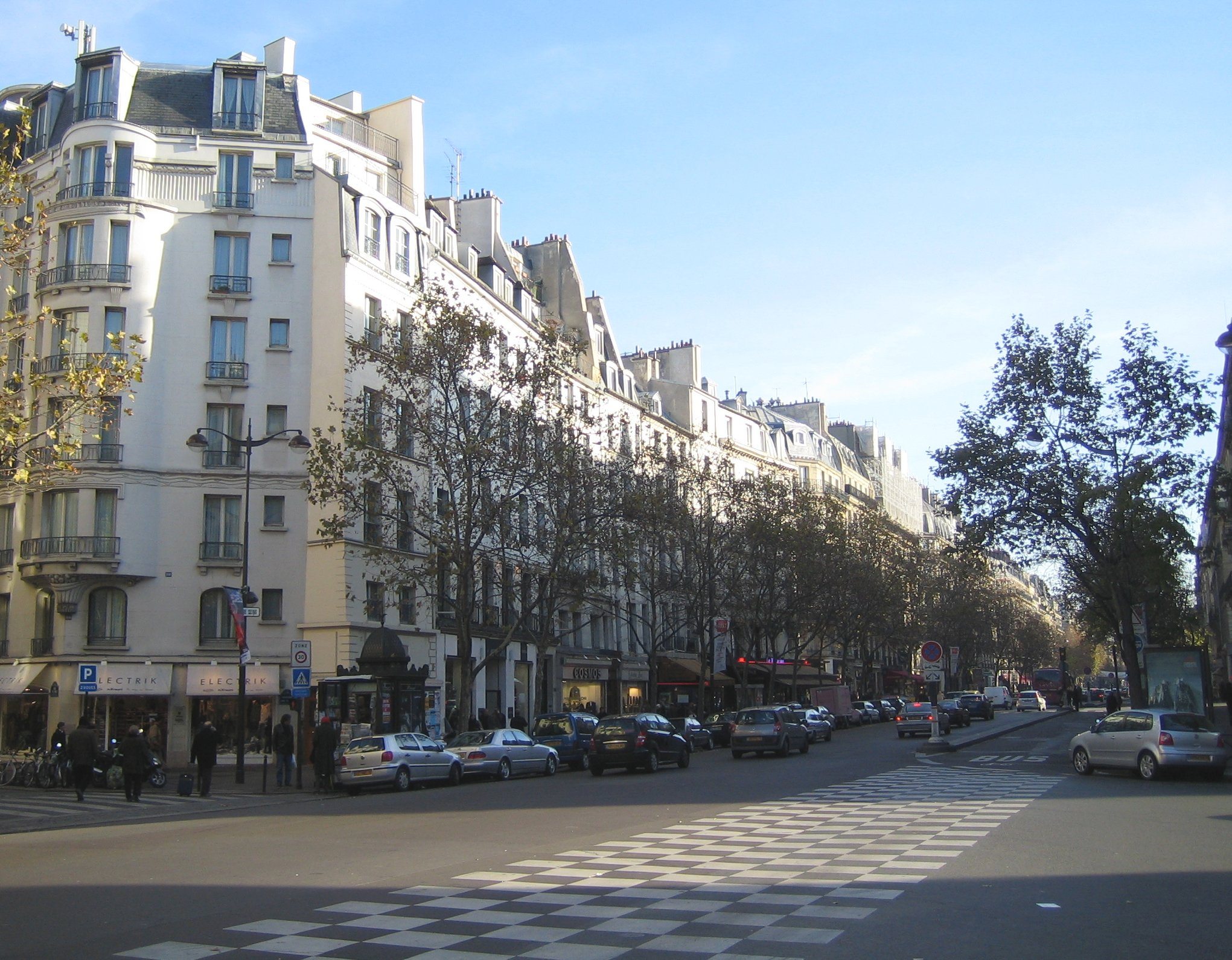
Boulevard Saint-Germain, angolo Rue de Buci. Gli edifici visibili all'angolo di rue de Buci e di rue de Seine costituiscono la parte settentrionale dell'antica rue des Boucheries.

Fu ion questa cornice che un gruppo di studenti (tra cui Jamil Mardam Bey) che vivevano nella capitale francese invocarono un Congresso che discutesse delle necessarie riforme per il mondo arabo d'allora. 
Malgrado il Congresso che si svolse non avesse registrato nell'immediato alcun successo, esso costituì un momento di pionieristica riflessione sulle dinamiche in atto e sulla visione di un possibile Vicino Oriente arabo. Molti studiosi pensano infatti che il Congresso abbia rappresentato il primo passo del nazionalismo arabo.